# Кошарка за жене на Летњим олимпијским играма 1984.
Кошаркашки турнир на Летњим олимпијским играма 1984. је трећи кошаркашки турнир на Олимпијских игара на којем су учествовале жене. Турнир је одржан у Лос Анђелесу, САД. На завршном турниру је учествовало укупно 6 репрезентација и одиграно је укупно 17 утакмица. На овим играма нису учествовале репрезентације држава источног блока које су се придружиле бојкоту који је предводио СССР.
Занимљивост овог турнира је та да је једино репрезентација САД имала позитивну кош разлику на крају. Чак и репрезентације које су освојиле сребро и бронзу су имале негативну кош разлику. Разлог томе је велика разлика у квалитету Америчких играчица у односу на остале репрезентације, док је остатак репрезентација имао уједначен квалитет, тако да је свака репрезентација која се срела са америчком губила са великом разликом коју није могла да надокнади у осталим сусретима.

## Југославија
Југославији је ово било друго учешће на женском кошаркашком олимпијском турниру.
Репрезентација Југославије је на овом турниру заузела последње шесто место. Југославија је на пет утакмица остварила скор од једне победе и четири изгубљене утакмице. Југословенске репрезентативке су на пет утакмица постигли 293 кошева а примили 347. Просек постигнутих кошева Југославије је био 58,6 по утакмици према 69,4 примљених и укупна негативна кош разлика од -54 кошева..

## Земље учеснице турнира
Свакој репрезентацији је омогућено да има највише 12 играча. На турниру је укупно било 72 играчице који су представљали 6 репрезентација учесница. На кошаркашком турниру је одиграно укупно 17 утакмица.
| - Аустралија - Југославија - Канада - Кина - Јужна Кореја - Сједињене Америчке Државе |

## Резултати
| Репрезентација      | Бод. | Ута. | Поб. | Изг. | К+  | К-  |
| 1. Сједињене Државе | 10   | 5    | 5    | 0    | 431 | 265 |
| 2. Јужна Кореја     | 9    | 5    | 4    | 1    | 292 | 302 |
| 3. Канада           | 7    | 5    | 2    | 3    | 313 | 335 |
| 4. Кина             | 7    | 5    | 2    | 3    | 318 | 348 |
| 5. Аустралија       | 6    | 5    | 1    | 4    | 267 | 317 |
| 6. Југославија      | 6    | 5    | 1    | 4    | 293 | 347 |

| 30. јул      |       |              |
| САД          | 83–55 | Југославија  |
| Кина         | 67–64 | Аустралија   |
| Јужна Кореја | 67–62 | Канада       |
| 31. јул      |       |              |
| САД          | 81–47 | Аустралија   |
| Јужна Кореја | 55–52 | Југославија  |
| Канада       | 66–61 | Кина         |
| 2. август    |       |              |
| Канада       | 56–45 | Аустралија   |
| САД          | 84–47 | Јужна Кореја |
| Кина         | 79–58 | Југославија  |
| 3. август    |       |              |
| Јужна Кореја | 54–48 | Аустралија   |
| Југославија  | 69–68 | Канада       |
| САД          | 91–55 | Кина         |
| 5. август    |       |              |
| Јужна Кореја | 69–56 | Кина         |
| САД          | 92–61 | Канада       |
| Аустралија   | 62–59 | Југославија  |

### Утакмица за треће место
| Датум     | Репрезентација | Резултат | Репрезентација |
| --------- | -------------- | -------- | -------------- |
| 7. август | Кина           | 62-57    | Канада         |

### Финале
| Датум     | Репрезентација   | Резултат | Репрезентација |
| --------- | ---------------- | -------- | -------------- |
| 7. август | Сједињене Државе | 85-55    | Јужна Кореја   |

## Медаље
| · 2. место · Јужна Кореја · | · Олимпијски шампион · Сједињене Државе · 1. титула | 3. место Кина |

## Коначан пласман
| Поз.   | Репрезентација            |
| ------ | ------------------------- |
| Злато  | Сједињене Америчке Државе |
| Сребро | Јужна Кореја              |
| Бронза | Кина                      |
| 4.     | Канада                    |
| 5.     | Аустралија                |
| 6.     | Југославија               |